# Mammillaria goodridgii
Mammillaria goodridgii là một loài thực vật có hoa trong họ Cactaceae. Loài này được Scheer mô tả khoa học đầu tiên năm 1850.